# Girlfriend (canción de Alicia Keys)
«Girlfriend» es una canción de la cantante y compositora estadounidense Alicia Keys para su álbum de estudio debut Songs in A Minor (2001). Fue escrita por Keys, Jermaine Dupri y Joshua Thompson, mientras que la producción estuvo a cargo de Dupri y Keys. La canción se basa en una interpolación de la canción de 1995 de Ol' Dirty Bastard «Brooklyn Zoo». Debido a la inclusión del sample, Robert Diggs y Russell Jones también se acreditan como compositores. «Girlfriend» fue lanzado como el cuarto y último sencillo del disco fuera de los Estados Unidos el 25 de noviembre de 2002 por J Records.
En Estados Unidos,  alcanzó el puesto 82 en Hot R&B/Hip-Hop Songs. Aunque superó al sencillo anterior «How Come You Don't Call Me» en el Reino Unido y Australia, no tuvo impacto en otros lugares.

## Música y lírica
Líricamente, Keys no puede evitar pensar que su novio está teniendo una relación con su amiga cercana. Ella dice que sabe que la mujer es solo una amiga de él, pero no puede dejar de pensar que su novio la puede dejar. Keys luego procede a decir que cree que está celosa de su novia. Musicalmente, la canción contiene una interpolación de la canción de 1995 de Ol' Dirty Bastard «Brooklyn Zoo».

## Video musical
El video fue dirigido por Patrick Hoelck y filmado en el este de Londres, Reino Unido, el video utiliza Krucialkeys Sista Girl Mix. El video comienza en la habitación de Keys, donde su novio está hablando por teléfono con su amiga íntima. Ella se frustra y sale de casa para dar un largo paseo por la ciudad. Mientras camina, ve a su novio también caminando con su amiga al otro lado de la calle. Luego entra a una tienda de ropa, actuando en el probador. Paseando por los pasillos de ropa, ve un par de pantalones de cuero rojo, al mismo tiempo que la amiga los había visto. Keys tira de la percha en sus propias manos. Después de que se interpreta el segundo verso, el video cambia a un sótano grande y vacío donde toca una pieza musical en el piano. Luego, el video vuelve a la tienda, donde sale para realizar una coreografía con otros tres bailarines en la esquina de una calle. Poco después, regresa a casa y descubre que su novio y su amiga habían estado planeando una fiesta sorpresa para ella todo el tiempo.

## Listas y formatos
- CD sencillo - Europa[5]

1. «Girlfriend» (KrucialKeys Sista Girl Mix) – 3:27
2. «Girlfriend» (Versión original) – 3:34

- CD Maxisencillo - Europa y Australia[6]

1. «Girlfriend» (KrucialKeys Sista Girl Mix) – 3:27
2. «Girlfriend» (Brat Pac Remix) – 3:54
3. «Girlfriend» (Versión original) – 3:34
4. «Fallin'» (Ali Versión) – 4:30

- Reino Unido CD y 12-pulgadas vinilo[7]

1. «Girlfriend» (KrucialKeys Sista Girl Mix) – 3:27
2. «Girlfriend» (Brat Pac Remix) – 3:54
3. «Troubles» (Jay-J & Chris Lum Bootleg Mix) – 4:24

- Reino unido sencillo en casete[8]

A1. «Girlfriend» (KrucialKeys Sista Girl Mix) – 3:27
A2. "Troubles" (Jay-J & Chris Lum Bootleg Mix) – 4:24
B1. «Girlfriend» (KrucialKeys Sista Girl Mix) – 3:27
B2. «Troubles» (Jay-J & Chris Lum Bootleg Mix) – 4:24
- Estados Unidos 12-pulgadas vinilo[9]

A1. «Girlfriend» (Club Mix) – 3:30
A2. «Girlfriend» (Instrumental) – 3:30
B1. «Girlfriend» (Acapela) – 3:30
B2. «Fallin'» – 3:16

## Créditos y personal
Créditos adaptados de las notas del álbum.
- Bryan-Michael Cox - teclados
- Jermaine Dupri - productor
- Alicia Keys - productora , arreglista , arreglista vocal, voz principal , coros , piano
- Phil Tan - mezcla

## Posicionamiento en listas
| Listas (2001-2003)                         | Mejor posición |
| ------------------------------------------ | -------------- |
| Alemania (Official German Charts)          | 100            |
| Australia (ARIA)                           | 13             |
| Bélgica (Ultratip Bubbling Under) Flanders | 17             |
| Bélgica (Ultratip Bubbling Under) Wallonia | 12             |
| Escocia (Official Charts Company)          | 37             |
| Estados Unidos (Hot R&B/Hip-Hop Songs)     | 82             |
| Europa (European Hot 100 Singles)          | 85             |
| Irlanda (IRMA)                             | 40             |
| Países Bajos (Dutch Top 40)                | 18             |
| Países Bajos (Single Top 100)              | 18             |
| Reino Unido (UK Singles Chart)             | 24             |
| Reino Unido (UK R&B Singles)               | 6              |

## Historial de lanzamiento
| País        | Fecha                   | Formato                              | Discográfica | Ref    |
| ----------- | ----------------------- | ------------------------------------ | ------------ | ------ |
| Alemania    | 25 de noviembre de 2002 | Maxi CD                              | BMG          | [ 11 ] |
| Reino Unido | 25 de noviembre de 2002 | 12-pulgadas vinilo, Casete y maxi CD | RCA          | [ 23 ] |
| Australia   | 13 de enero de 2002     | Maxi CD                              | BMG          | [ 24 ] |